# Giuseppe Pecchio
Giuseppe Pecchio, né le 15 novembre 1785 à Milan et mort le 4 juin 1835 à Brighton, est un homme politique, économiste et historien italien.

## Biographie
Noble milanais adepte des idées libérales, Giuseppe Pecchio travaille dans l'administration financière pendant la période du royaume d'Italie entre 1810 et 1814. Économiste, il collabore à la revue Il Conciliatore en 1818-1819.
Il doit quitter la Lombardie en 1821 pour éviter une arrestation et se réfugie en Espagne et puis à Londres 
Auteur d'une biographie controversée de Ugo Foscolo, publié en Angleterre, il se lie d'amitié avec le comte Luigi Porro Lambertenghi, mais n'a peu de relations avec les autres exilés 

## Archives
- Six mois en Espagne - Lettres à Lady J.-O [3]
- Trois mois en Portugal en 1822. Lettre de M. Joseph Pecchio a Lady J. O. traduites de l'italien par Leonard Gallois, Paris, Marchandes de Nouveautés, 1822.
- Histoire de l'économie politique en Italie, ou abrégé critique des économistes italiens: Traduite de l'italien par M. Léonard Gallois, A. Levavasseur, Paris, 1830.
- Osservazioni Semi-Serie di un Esule sull'Inghilterra (1823)
- Journal of Military and Political Events in Spain (1821)
- Saggio storico sulla amministrazione finanziaria dell'ex Regno d'Italia dal 1802 al 1814 - L'anno Mille Ottocento Ventisei dell'Inghilterra colle osservazioni (1830) [4]
- Sino a qual punto le produzioni scientifiche e letterarie seguano le leggi economiche della produzione in generale. Dissertazione di Giuseppe Pecchio, (1832).